# Савастано, Франц Элаль
Франц Элаль Савастано (Francesco Eulalio Savastano, 1657—1717) — итальянский иезуит, поэт и ботаник; написал дидактическую поэму "Botanicorum, seu institutionum rei herbariae libri IV" (Неаполь, 1712), в которой изложил способы культивирования, особенности и целебные свойства растений. Поэма переложена итальянскими стихами, под заглавием: "Quattro libri dello cose botaniche" (Венеция, 1749).
Немецкий ботаник Франц Пауль фон Шранк назвал в его честь род травянистых растений Савастана (Savastana Schrank) (ныне считается синонимом рода Зубровка (Hierochloe)).